# Henrik Rasmussen (fodboldspiller, født 1968)
 For alternative betydninger, se Henrik Rasmussen. (Se også artikler, som begynder med Henrik Rasmussen)
Henrik Rasmussen (født 13. juni 1968) er en tidligere dansk professionel fodboldspiller, som har spillet for AaB i perioden 1990-2002. Gennem karrieren blev det til 423 kampe og 34 mål for AaB. Henrik Rasmussen har vundet det danske mesterskab to gange med AaB; I sæsonen 1994/95 og i 1998/99. Henrik 'Mini' Rasmussen er den AaB-spiller med næstflest AaB-kampe. Færre end Torben Boye og flere end Jimmy Nielsen. Han bor i Løgstør med sin kone Hanne Grethe og deres dreng Jonas Rasmussen